# 英國文化協會

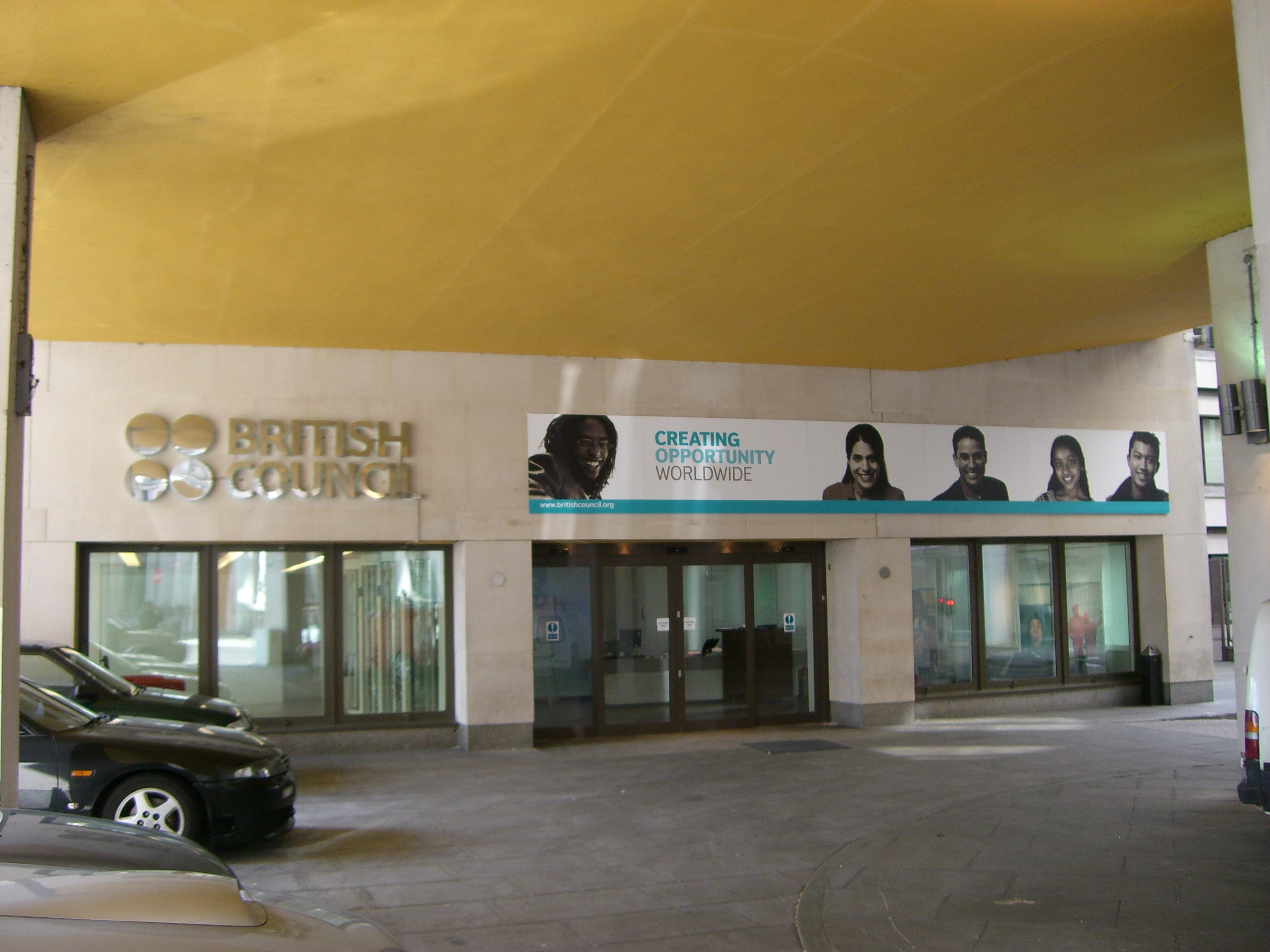
倫敦英國文化協會大廈

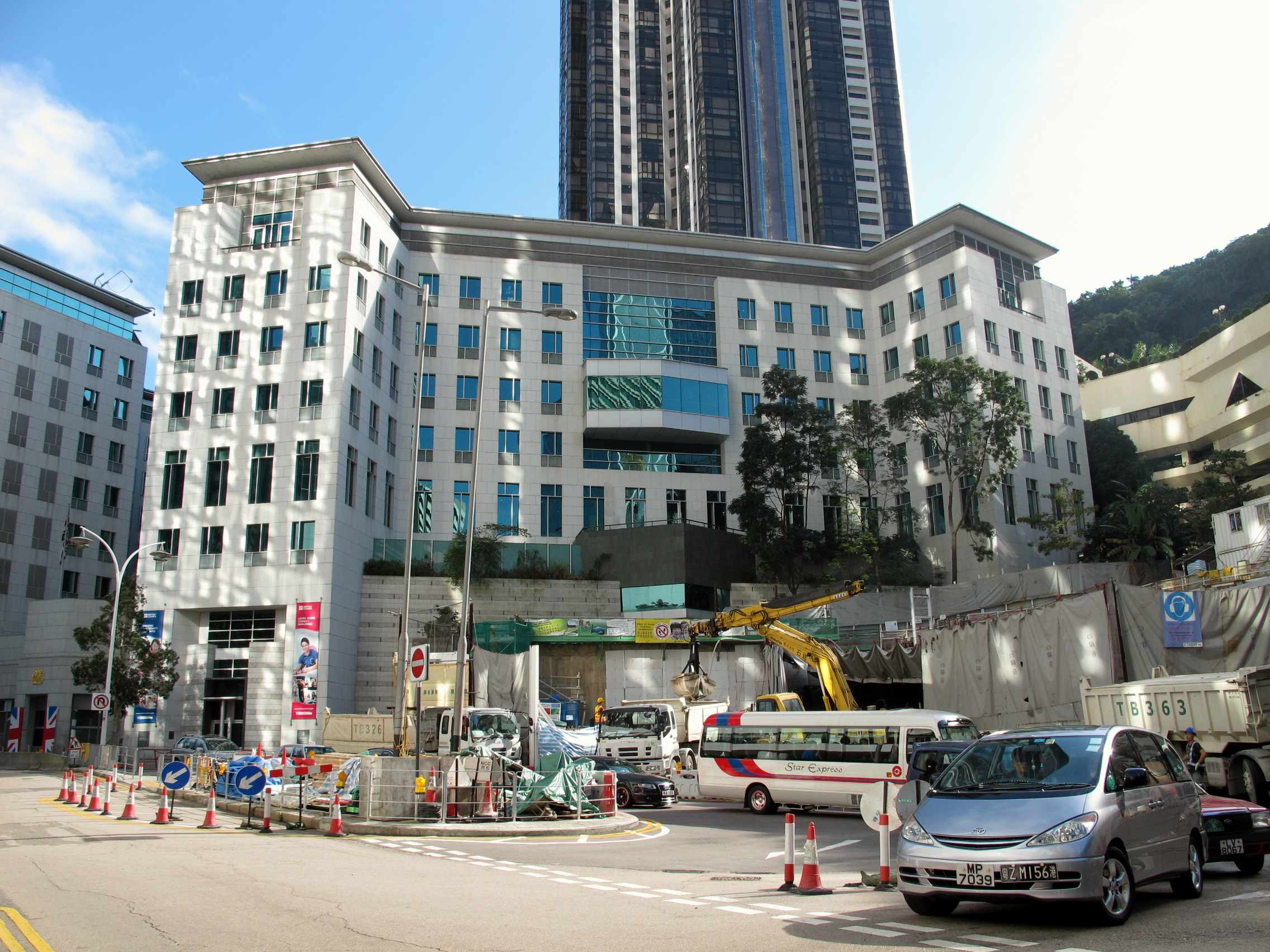
英國文化協會香港辦公室

英國文化協會（英語：British Council），是英國政府於1934年成立之非營利組織，致力於促進英國文化、教育、國際關係之拓展和交流，於全球109個國家、兩百多座城市設有分部，1943年起在中國大陸、香港、台灣、新加坡及马来西亚陸續成立辦事處，提供英式英語教學、英國期刊、留學情報以及各領域消息、免費諮詢等服務，並與外交機構建有合作計畫。
英國文化協會已獲授皇家特許狀，是外交、英聯邦及發展事務部贊助的非政府部門公共機構。英國国王是其贊助人，威爾士親王則是其副贊助人。英國文化協會總部位於倫敦特拉法加廣場附近。

## 英國文化協會香港辦公室
由於香港於19世紀初已為英國在亞洲較早開發的殖民地之一，英國文化協會早於1948年在香港成立，辦公室初期位於灣仔軒尼詩道251-261號依時商業大廈, 後於1996年底遷至金鐘法院道3號英國駐香港總領事館毗鄰。
英國文化協會亦於2009年4月1日起為靈格風使用者提供補償。

## 英國文化協會臺灣辦公室
英國文化協會於1996年在台灣成立，在2001年9月與中華民國外交部協議，以「英國文化協會」之名稱在台推廣協會各項服務，並致力於建立英國與台灣之間的互惠合作關係，並藉此提升台灣對英國創意及成就的鑑賞。
在台灣，英國文化協會的服務包括：英語教學、提供英國留學的最新資訊，推廣英國教育與訓練，並展現及分享英國在科技、藝文、設計等方面改革、創意及卓越成就。

## 外部連結
- （英文）英國文化協會
- 英國文化協會中國辦公室
- 香港英國文化協會中文網頁 （页面存档备份，存于）
- 香港英國文化協會英文網頁
- 台灣英國文化協會中文網頁 （页面存档备份，存于）
- 台灣英國文化協會英文網頁
- 英國文化協會英文學會
- 馬來西亞英國文化協會英文網頁 （页面存档备份，存于）

1. ↑  . www.britishcouncil.org.   [2021-01-12]. （原始内容存档于2021-05-09） （英语）.